# Баельс
Баельс, Баельш (ісп. Baélls, кат. Baells) — муніципалітет в Іспанії, у складі автономної спільноти Арагон, у провінції Уеска. Населення — 119 осіб (2009).
Муніципалітет розташований на відстані близько 390 км на північний схід від Мадрида, 75 км на схід від Уески.
На території муніципалітету розташовані такі населені пункти: (дані про населення за 2009 рік)
- Баельс: 77 осіб
- Нача: 39 осіб
- Суріта: 4 особи

## Демографія
Динаміка населення (INE ):